# Championnat de Tunisie masculin de handball 1967-1968
Navigation
Saison précédente Saison suivante
La saison 1967-1968 du championnat de Tunisie masculin de handball est la treizième édition de la compétition.
C'est la saison du Club africain qui réalise un excellent parcours en championnat de Tunisie, avec 21 victoires en 22 matchs et un nul contre le Croissant sportif bizertin, et une quatrième coupe de Tunisie consécutive. Mais l'Espérance sportive de Tunis, dauphin du championnat et finaliste de la coupe, prépare déjà la saison suivante en recrutant deux internationaux : Abderrahman Hamou (CA) et Habib Touati (ASPTT), contraints à une année d'inactivité (licence B) en raison du refus de leurs clubs. Le promu, Jendouba Sports, ne démérite pas et, après un départ laborieux, enregistre un bon retour qui le propulsé en cinquième position. Par contre, le second promu le Nasr sportif soussien, ainsi que l'Union culturelle de Sfax qui a régressé, rétrogradent en seconde division. 

## Clubs participants
| - Espérance sportive de Tunis - Club sportif de Hammam Lif - Association sportive des PTT - Étoile sportive du Sahel - Club africain - Stade nabeulien | - Zitouna Sports - Jendouba Sports - Avenir sportif de La Marsa - Croissant sportif bizertin - Union culturelle de Sfax - Nasr sportif soussien |

## Compétition

### Classement
Le barème de points servant à établir le classement se décompose ainsi :
- Victoire : 3 points
- Match nul : 2 points
- Défaite : 1 point
- Forfait : 0 point

|    | Équipe                          | Pts | J  | G  | N | P  | Bp  | Bc  | Diff |
| -- | ------------------------------- | --- | -- | -- | - | -- | --- | --- | ---- |
| 1  | Club africain (C)               | 65  | 22 | 21 | 1 | 0  | 313 | 184 | 129  |
| 2  | Espérance sportive de Tunis (T) | 58  | 22 | 18 | 0 | 4  | 292 | 164 | 128  |
| 3  | Stade nabeulien                 | 56  | 22 | 17 | 0 | 5  | 248 | 144 | 104  |
| 4  | Club sportif de Hammam Lif      | 47  | 22 | 12 | 1 | 9  | 273 | 231 | 42   |
| 5  | Jendouba Sports (P)             | 42  | 22 | 9  | 2 | 11 | 239 | 303 | -64  |
| 6  | Zitouna Sports                  | 39  | 22 | 8  | 1 | 13 | 210 | 223 | -13  |
| 7  | Avenir sportif de La Marsa      | 39  | 22 | 7  | 3 | 12 | 215 | 249 | -34  |
| 8  | Association sportive des PTT    | 38  | 22 | 7  | 2 | 13 | 251 | 276 | -25  |
| 9  | Étoile sportive du Sahel        | 38  | 22 | 7  | 2 | 13 | 247 | 305 | -58  |
| 10 | Croissant sportif bizertin      | 37  | 22 | 6  | 3 | 13 | 238 | 266 | -28  |
| 11 | Nasr sportif soussien (P)       | 36  | 22 | 6  | 2 | 14 | 230 | 285 | -55  |
| 12 | Union culturelle de Sfax        | 33  | 22 | 5  | 1 | 16 | 222 | 339 | -117 |

|  | Champion de Tunisie 1967-1968                                                                |
|  | Relégation directe en deuxième division                                                      |
|  | (T) Tenant du titre (C) Vainqueur de la Coupe de Tunisie (P) Club promu de deuxième division |

### Scores et buteurs
Des scores insolites sont enregistrés à l'instar de :
- Espérance sportive de Tunis - Avenir sportif de La Marsa (5-3)
- Club africain - Espérance sportive de Tunis (4-3)
- Le score 6-5 est enregistré à cinq reprises.
- La Zitouna Sports ne marque que deux buts contre Jendouba Sports (2-7)

La rigueur défensive adoptée par les clubs empêche les buteurs de se distinguer, à l'exception des cas suivants : 
- 13 buts pour Mounir Jelili (EST) contre Jendouba Sports (35-8)
- 10 buts pour Moncef Ben Amor et Faouzi Belhaj (SN) contre l'Union culturelle de Sfax (37-7) ; Belhaj marque également neuf buts contre Jendouba Sports (19-6)
- 9 buts pour Abdelaziz Sfar (ASPTT) en quarts de finale contre l'Étoile sportive du Sahel (16-11)

### Deuxième division
Le Club sportif des cheminots et le Sporting Club de Moknine retrouvent la division nationale après un tournoi triangulaire disputé avec le Club sportif de Sakiet Ezzit. 

#### Poule Nord
| Classement | Équipe                                       | Points |
| ---------- | -------------------------------------------- | ------ |
| 1          | Club sportif des cheminots                   | 45     |
| 2          | Stade tunisien                               | 43     |
| 3          | Al-Hilal                                     | 41     |
| 4          | Association sportive de handball de l'Ariana | 40     |
| 5          | Jeunesse sportive omranienne                 | 36     |
| 5          | Association sportive d'Hammamet              | 36     |
| 7          | Club olympique des transports                | 32     |
| 8          | Union sportive de Radès                      | 31     |
| 9          | Ezzahra Sports                               | 30     |
| 10         | Club athlétique du Kef                       | 21     |

#### Poule Centre
| Classement | Équipe                         | Points |
| ---------- | ------------------------------ | ------ |
| 1          | Sporting Club de Moknine       | 48     |
| 2          | Union sportive monastirienne   | 42     |
| 2          | El Makarem de Mahdia           | 42     |
| 4          | Union sportive de Sayada       | 30     |
| 4          | Jeunesse sportive kairouanaise | 30     |
| 6          | Étoile sportive d'El Jem       | 29     |
| 7          | Enfidha Sport                  | 29     |
| 8          | Croissant sportif de M'saken   | 23     |
| 9          | Aigle sportif de Téboulba      | 18     |
| 10         | Union sportive de Sbeïtla      | FG     |

#### Poule Sud
Le Club sportif de Sakiet Ezzit remporte le championnat de cette poule constituée de dix clubs :
- le Club sportif de Sakiet Ezzit
- l'Union sportive des transports de Sfax
- le Club sportif sfaxien
- l'En-Nahdha sportive sfaxienne
- le Stade sportif gafsien
- le Croissant sportif chebbi
- l'Association sportive des PTT de Sfax
- le Sfax railways sports
- l'Étoile sportive de Métlaoui
- le Stade gabésien

### Troisième division
Quatre poules sont organisées au Nord et sont remportées par :
- le Widad athlétique de Montfleury
- le Stade sportif midien
- En-Nadi Ahli de Béja
- Saydia Sports

À l'issue des barrages, ce sont les deux premiers qui accèdent en division 2.

## Champion
- Club africain
  - Entraîneur : Brahim Riahi
  - Effectif[1] : Moncef Oueslati, Ferid Ben Aissa, Achour et Ressaissi (GB), Aleya Hamrouni, Hamadi Khalladi, Hammouda Ben Ammar, Moncef Yacoudi, Sadok Baccouche, Brahim Riahi, Habib Zallouz, Taâbouri, Adel Guezguez, Omrane Ben Moussa, Abdelaziz Zaïbi, Abdellatif Abaïed, Ben Chaâban, Hammami, Harbaoui, Guy Taïeb[2]